# Nguyễn Văn Hùng
Nguyễn Văn Hùng (5 mei 1980) is een Vietnamees taekwondoka.
Nguyễn won tijdens de Zuidoost-Aziatische Spelen drie maal de gouden medaille. Tijdens de Olympische Zomerspelen in Peking vertegenwoordigde hij Vietnam, waar hij in de 1/8e finale verloor in de klasse boven 80 kg.
- Library of Congress Control Number: no2017086577
- Virtual International Authority File: 2495150032984311180005
- WorldCat: E39PBJqQDfJBy9wHPkJGK7mTpP